# Alexias Hatun
Alexias Hatun (en turco otomano: الكسياس خاتون‎; Imperio de Trebisonda, 1443 - Edirne, Imperio Otomano, 1488), también conocida como Alexias Gran Komneni, fue la novena esposa del sultán Mehmed II del Imperio Otomano e hija de David II, Emperador de Trebisonda.
Nació en Trabzon en el año 1443. A la edad de 20 años, en 1463, se casó con Mehmed II, después de la ejecución de su padre David Gran Comneno, el último emperador de Trebisonda y la separación matrimonial entre Mehmed y Anna Gran Komneni, el 1 de noviembre de 1463 en Yedikule.
Se dice que fue una de las mujeres más bellas de su época, Alexias; A pesar de su matrimonio con el sultán Mehmed II, no se convirtió al Islam, siguió siendo cristiana. Murió en 1488.